# اس‌ام یوسی-۶۲
اس‌ام یوسی-۶۲ (به انگلیسی: SM UC-62) یک زیردریایی بود که طول آن ۱۷۰ فوت ۱ اینچ (۵۱٫۸۴ متر) بود. این زیردریایی در سال ۱۹۱۶ ساخته شد.